# Alfabet samarità
L'alfabet samarità és utilitzat pels samaritans en els escrits religiosos, entre ells el Pentateuc samarità, escrits en hebreu samarità, i comentaris i traduccions en arameu samarità i ocasionalment àrab.
Samarità és un descendent directe de l'alfabet paleohebreu, que era una varietat de l'alfabet fenici en el qual originalment fou escrita una gran part de la Bíblia hebrea. Aquest alfabet va ser utilitzat pels antics israelites, jueus i samaritans. L'escriptura hebrea "quadrada" tradicionalment utilitzada perls jueus, és una versió estilitzada de l'alfabet arameu. Després de la caiguda de l'Imperi Persa, el judaisme utilitzà ambdós alfabets (tant hebreu com samarità) abans d'utilitzar l'alfabet hebreu. Per un temps limitat l'ús de l'alfabet paleohebreu entre els jueus es va mantenir només per escriure el Tetragramaton, però aviat aquest costum s'abandonà.
L'alfabet samarità es va conèixer al món occidental amb la publicació d'un manuscrit del Pentateuc samarità en 1631 per Jean Morin. En 1616 el viatger Pietro della Valle havia comprat una còpia del text a Damasc, i aquest manuscrit, conegut com a Còdex B, va ser dipositat en una llibreria parisenca.

## Desenvolupament
La següent taula mostra el desenvolupament de l'alfabet samarità. A l'esquerra hi ha les lletres hebrees corresponents per a la comparació. Columna I és l'alfabet paleohebreu. Columna X mostra la forma moderna de les lletres.

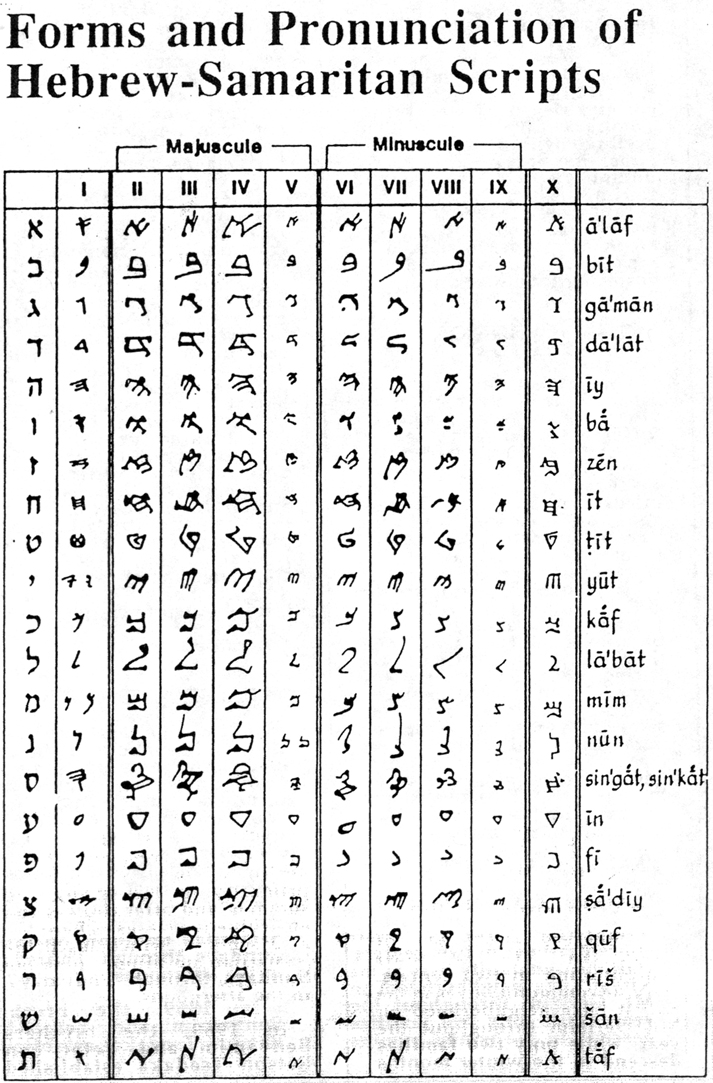
El desenvolupament de l'alfabet samarità.

## Alfabet

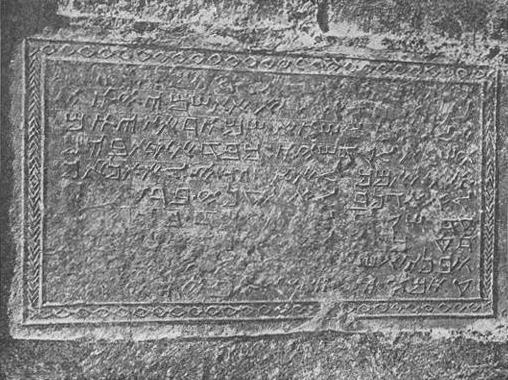
Antiga inscripció en hebreu samarità.

| Nom     | Lletra | arameu | hebreu | siríac | àrab | fenici |       |   |   |   |   |   |   |
| ------- | ------ | ------ | ------ | ------ | ---- | ------ | ----- | - | - | - | - | - | - |
| Nom     | Lletra | arameu | hebreu | siríac | àrab | fenici | Ā'lāf | ࠀ | 𐡀 | א | ܐ | ﺍ | 𐤀 |
| Bīt     | ࠁ      | 𐡁      | ב      | ܒ      | ب    | 𐤁      |       |   |   |   |   |   |   |
| Gā'mān  | ࠂ      | 𐡂      | ג      | ܓ      | ج    | 𐤂      |       |   |   |   |   |   |   |
| Dā'lāt  | ࠃ      | 𐡃      | ד      | ܕ      | د    | 𐤃      |       |   |   |   |   |   |   |
| Īy      | ࠄ      | 𐡄      | ה      | ܗ      | ﻩ    | 𐤄      |       |   |   |   |   |   |   |
| Wāw     | ࠅ      | 𐡅      | ו      | ܘ      | و    | 𐤅      |       |   |   |   |   |   |   |
| Zēn     | ࠆ      | 𐡆      | ז      | ܙ      | ز    | 𐤆      |       |   |   |   |   |   |   |
| Īt      | ࠇ      | 𐡇      | ח      | ܚ      | ح    | 𐤇      |       |   |   |   |   |   |   |
| Ṭīt     | ࠈ      | 𐡈      | ט      | ܛ      | ط    | 𐤈      |       |   |   |   |   |   |   |
| Yūt     | ࠉ      | 𐡉      | י      | ܝ      | ﻱ    | 𐤉      |       |   |   |   |   |   |   |
| Kâf     | ࠊ      | 𐡊      | כ      | ܟ      | ك    | 𐤊      |       |   |   |   |   |   |   |
| Lā'bāt  | ࠋ      | 𐡋      | ל      | ܠ      | ل    | 𐤋      |       |   |   |   |   |   |   |
| Mīm     | ࠌ      | 𐡌      | מ      | ܡ      | ﻡ    | 𐤌      |       |   |   |   |   |   |   |
| Nūn     | ࠍ      | 𐡍      | נ      | ܢ      | ﻥ    | 𐤍      |       |   |   |   |   |   |   |
| Sin'gât | ࠎ      | 𐡎      | ס      | ܣ      | -    | 𐤎      |       |   |   |   |   |   |   |
| Īn      | ࠏ      | 𐡏      | ע      | ܥ      | ع    | 𐤏      |       |   |   |   |   |   |   |
| Fī      | ࠐ      | 𐡐      | פ      | ܦ      | ف    | 𐤐      |       |   |   |   |   |   |   |
| Ṣâ'dīy  | ࠑ      | 𐡑      | צ      | ܨ      | ص    | 𐤑      |       |   |   |   |   |   |   |
| Qūf     | ࠒ      | 𐡒      | ק      | ܩ      | ق    | 𐤒      |       |   |   |   |   |   |   |
| Rīš     | ࠓ      | 𐡓      | ר      | ܪ      | ر    | 𐤓      |       |   |   |   |   |   |   |
| Šān     | ࠔ      | 𐡔      | ש      | ܫ      | ش    | 𐤔      |       |   |   |   |   |   |   |
| Tāf     | ࠕ      | 𐡕      | ת      | ܬ      | ت    | 𐤕      |       |   |   |   |   |   |   |